# Heteropoda dagmarae
Heteropoda dagmarae es una especie grande de arañas de la familia Sparassidae.  Esta araña se encuentra en el norte y centro de Laos. Es de hábitos nocturnos y vive en los bosques. Caza a sus presas en arbustos, árboles y bamboo, a una altura de 2 a 4 metros del suelo. 
Se registró como nueva especie en 2005.